# Glanderemaeus hammerae
Glanderemaeus hammerae är en kvalsterart som beskrevs av Balogh och Csiszár 1963. Glanderemaeus hammerae ingår i släktet Glanderemaeus och familjen Cymbaeremaeidae. Inga underarter finns listade i Catalogue of Life.